# Senzilloides panguipullii
Senzilloides panguipullii är en bäcksländeart som först beskrevs av Navás 1928.  Senzilloides panguipullii ingår i släktet Senzilloides och familjen Gripopterygidae. Inga underarter finns listade i Catalogue of Life.